# Афонькино (Тюменская область)
Афо́нькино — село в Казанском районе Тюменской области в составе Афонькинского сельского поселения в 30 км к югу от села Казанское рядом с государственной границей России с Казахстаном. Численность населения 722 человека (2006), количество дворов — 263. Село является административным центром муниципального образования Афонькинское сельское поселение, образованного в 2004 году, в Афонькино находятся органы власти Афонькинского сельского поселения — администрация и сельская дума.
Село основано в середине XVIII века в период заселения и освоения русскими земель южной части Западной Сибири.

## Географическое положение

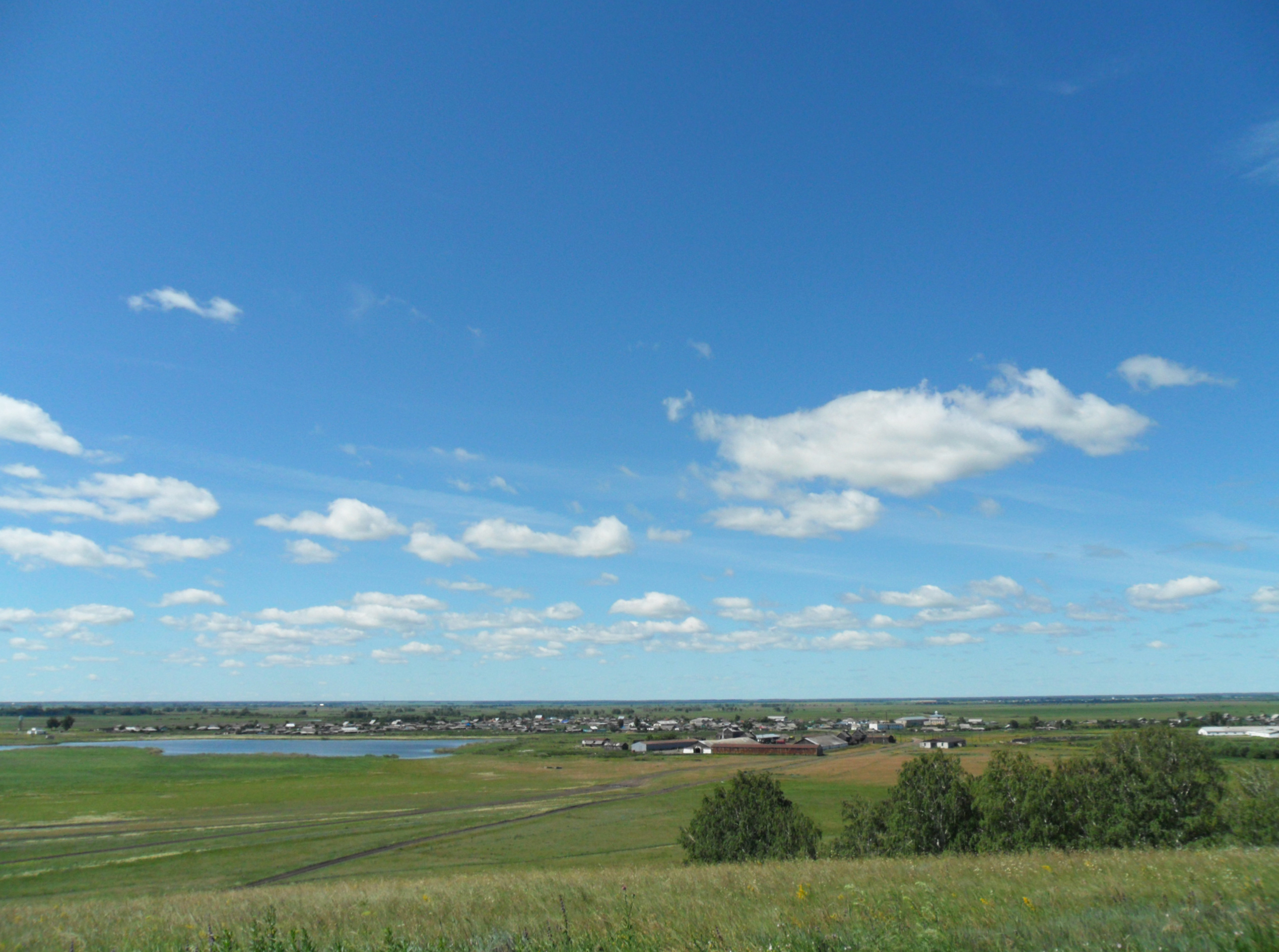
Село Афонькино

Село Афонькино расположено в юго-восточной части Казанского района Тюменской области, в северной части Афонькинского сельского поселения, расстояние до центра района, села Казанское — 30 км, до остальных деревень Афонькинского поселения: 4 км до Паленки, 10 км до Новогеоргиевки, 14 км до Викторовки, до административного центра соседнего сельского поселения, села Ильинки — 7 км.
Село расположено в низменности долины реки Ишим в 7 км к востоку от его русла. С западной и юго-западной сторон села к нему примыкают берега озёр-стариц, самым большим из которых является озеро Афонькино, территории за озёрами представляют собой разнотравно-злаковые луга с редкими берёзовыми колками. В южной части села заболоченные луга сменяются осоко-тростниковыми болотами. В восточной части расположено озеро Гумняха с заболоченными восточным и южным берегами. С северо-востока к селу Афонькино подступают склоны возвышенности, изрезанные оврагами и балками (логами), возвышающиеся на 40 — 50 м относительно уровня, на котором расположено село.

## Население

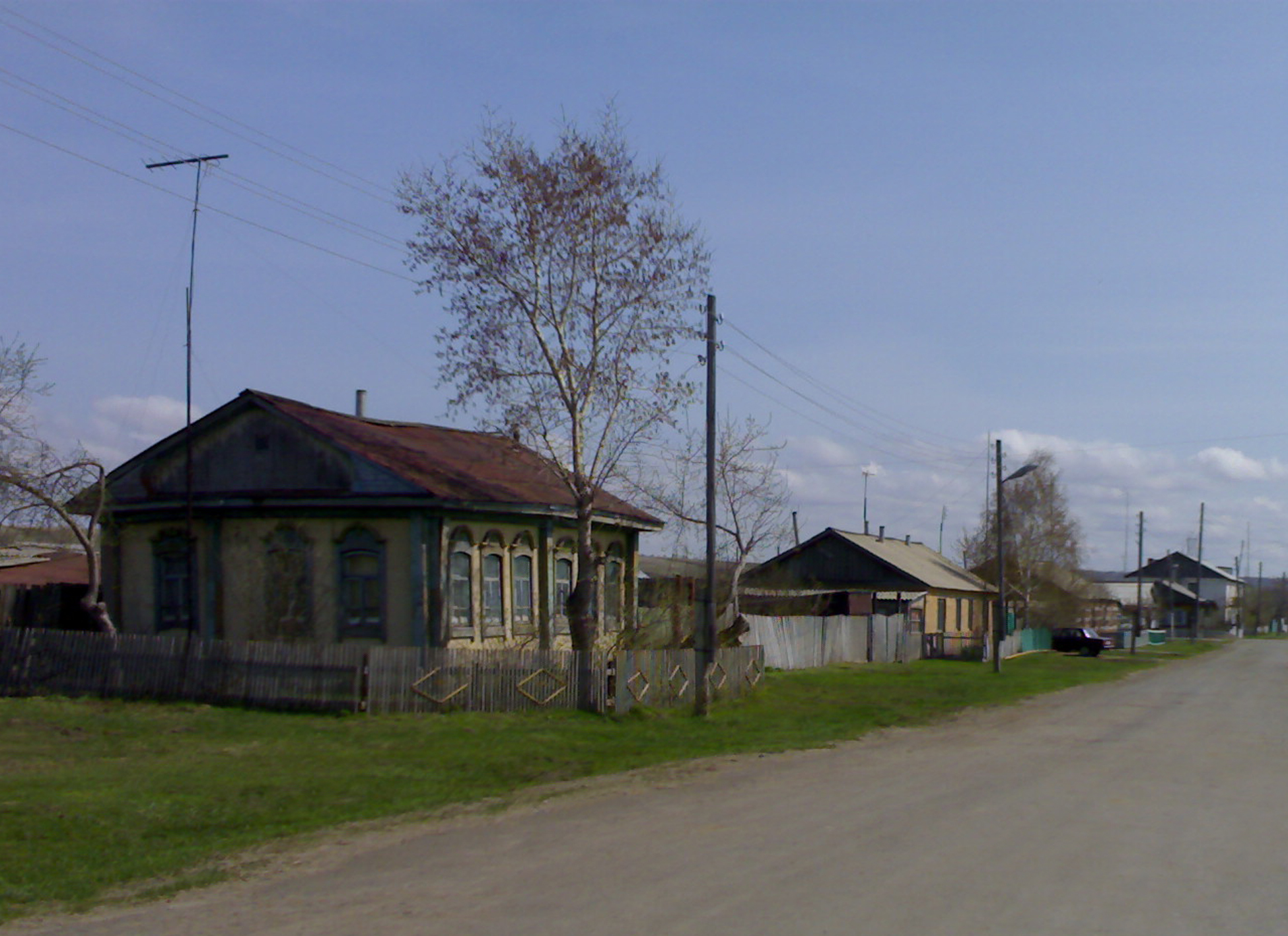
Улица Мира

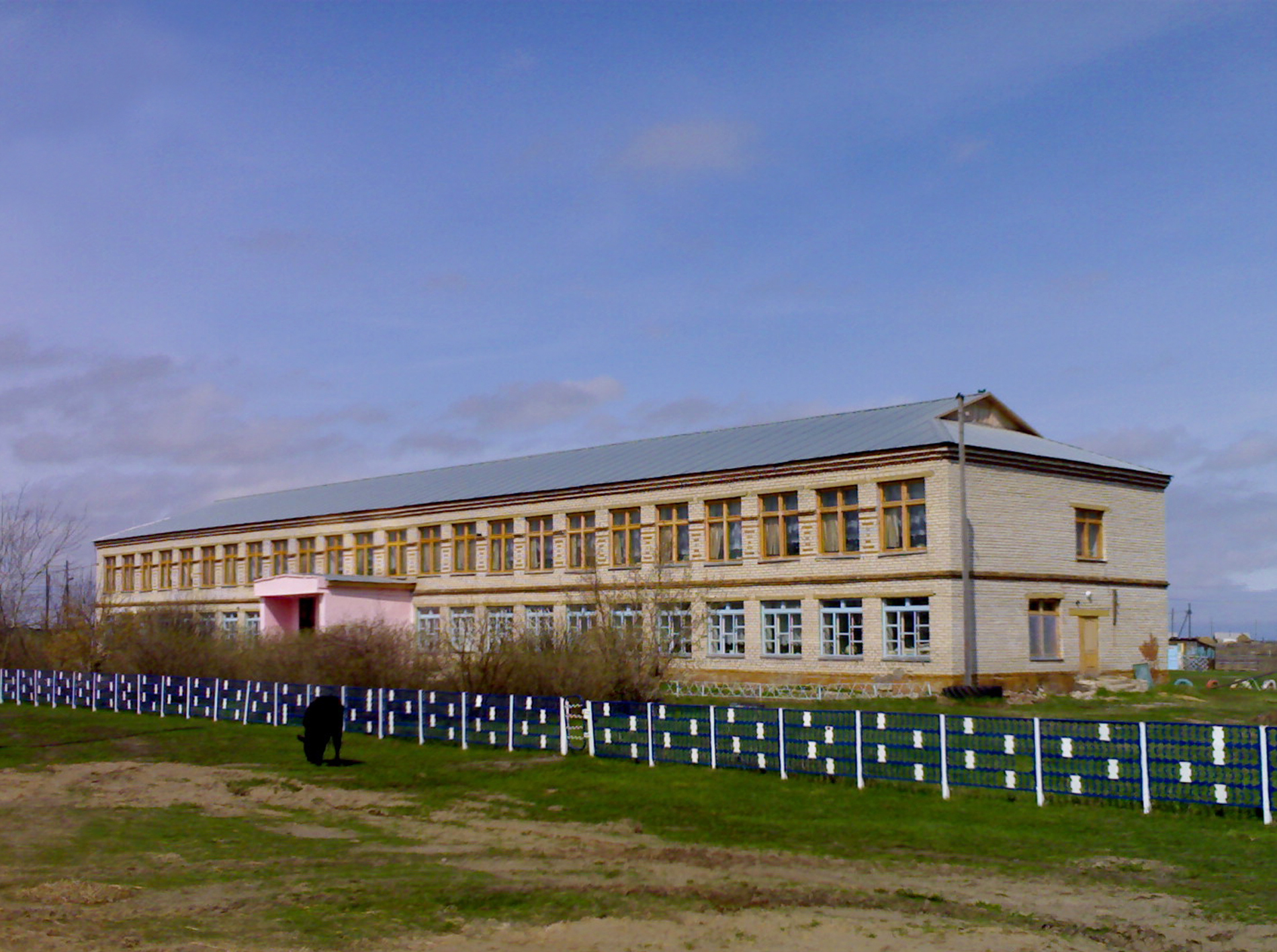
Школа на улице Титова

Согласно данным Всероссийской переписи населения 2002 года, численность населения села Афонькино составила 699 человек, большей частью из которых являются русские.
По данным на 2010 год, численность населения сократилась до 681 человека.
| 1989 | 2006 | 2010 |
| ---- | ---- | ---- |
| 771  | ↘722 | ↘681 |

## Улицы села
Ул. 50 лет Октября, ул. Береговая (с торговыми учреждениями, раньше здесь располагалась сельская администрация), ул. Береговая 2-я, ул. Кирова, пер. Кузнецова, ул. Кузнецова, ул. Ленина, ул. М. Горького, ул. Мира (на ней расположен дом культуры, раньше размещался детский сад), ул. Молодёжная, ул. Северная, ул. Титова (на ней расположены здание администрации, фельдшерско-акушерский пункт, школа и церковь), ул. Чапаева. Северная часть села за школой (включающая ул. Северную, ул. Кузнецова и ул. Молодёжную) называется Казаки. Юго-западная часть села на берегу озера Афонькино по ул. Чапаева называется Голая Грива.

## История села
Село Афонькино было основано во второй половине XVIII века в период начала массового заселения и освоения русскими территории современного Казанского района, вызванного строительством дороги Ишим — Петропавловск и переносом укреплённой военной линии, защищавшей от набегов кочевников, от Ишима на юг, к возведённой к этому времени Петропавловской крепости. Афонькино было одним из множества сёл и деревень, появившихся рядом с новой дорогой, с удобным для крестьян расположением на берегу озера, рядом с заливными лугами, с большими площадями плодородной земли, с лесом для строительства жилья и заготовки дров. Во время переписи населения в 1763 году на территории нынешнего Казанского района среди учтённых сёл (Ильинское, Казанское, Гагарье, Селезнёво, Ярки и др.) значится село Афонькино. По сохранившемуся в Афонькине преданию основателем села был рыбак по имени Афоня, живший один на берегу озера, впоследствии село и озеро получили своё название по имени первого жителя этих мест. Возможно также, что в числе основателей села были выходцы из Туринского уезда, где находились озеро и деревня Афонькино, и это название они перенесли на новое место. Первые поселенцы ехали в Афонькино в основном с более северных районов Западной Сибири.
С 1870 года в Афонькине началось строительство церкви Рождества Христова на средства, собранные жителями села, в 1880 году церковь была построена и освящена, приходу была выделена земля для посева, построены дома для священнослужителя и псаломщика. В 1885 году открылась церковно-приходская школа. По инициативе первого священника Афонькина Иакова Карпова в восточной стороне села было устроено кладбище и высажен небольшой сосновый лес. В 1916 году при церковно-приходской школе были открыты приют-ясли для детей на время полевых работ и приют для детей солдат, ушедших на войну.
В период гражданской войны осенью 1919 года рядом с селом Афонькино была создана оборонительная линия Армии Колчака, проходившая по реке Ишим. В 1921 году села Афонькино коснулись события, связанные с крестьянским восстанием, охватившим всю Западную Сибирь. Жертвам восстания в центре села рядом со школой установлен памятный обелиск. В 1928 году в селе и в окрестных деревнях началось создание колхозов. В ходе сталинских репрессий в 1937 году был арестован, вывезен в Ишим и расстрелян афонькинский священник Гавриил Карпов.
До весны 1918 года Афонькино входило в Ильинскую волость Ишимского уезда Тобольской губернии. После ряда изменений в административно-территориальном делении края в послереволюционное время, село стало относиться к образованному в 1931 году Казанскому району.
На фронт во время Великой Отечественной войны из Афонькина ушло 115 человек, большая часть из них не вернулась. Не вернувшимся домой солдатам в селе установлен памятник (находится возле сельского дома культуры). В период войны в ходе депортации народов СССР в Афонькино были переселены немцы из АССР Немцев Поволжья.
В послевоенное время на территории села был создан совхоз «Сибиряк». В 1970 году построено новое двухэтажное здание школы. В 2006 году был асфальтирован участок автомобильной дороги от Ильинки до Афонькина.

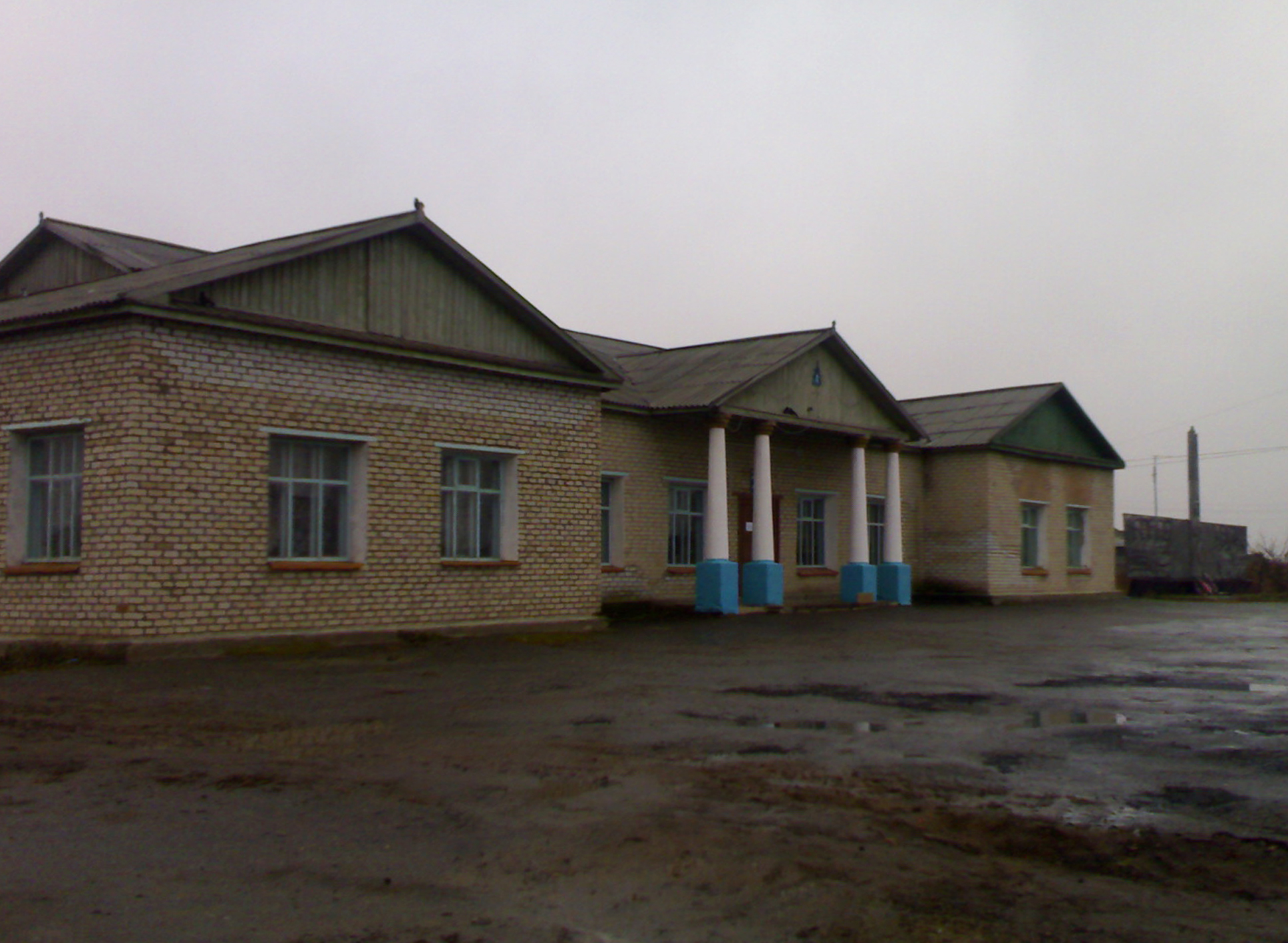
Дом культуры и памятник павшим в Великую Отечественную войну воинам по ул. Мира

## Общие сведения
Основной сферой занятости жителей села является сельское хозяйство. Агрофирма «Афонькино», появившаяся в 1999 году на основе обанкротившихся хозяйств Казанского района, специализируется на выращивании зерновых и зернобобовых культур, разведении крупного рогатого скота, производстве мяса и молока. Машинно-тракторная мастерская, машинный двор, зерновой ток, склады и две животноводческие фермы расположены в восточной и юго-восточной частях села.
На территории села находятся: Афонькинская средняя школа (с конца 1940-х гг. — семилетняя, с 1967 года — средняя), детский сад, сельский дом культуры, фельдшерско-акушерский пункт, отделение связи. Село Афонькино является одним из центров формирования системы охраны государственной границы Российской Федерации с Казахстаном.
Афонькино связано с деревнями Паленка, Новогеоргиевка, Викторовка, сёлами Ильинка и Казанское автомобильной дорогой, автобус из Афонькино ежедневно выполняет рейсы до административного центра района.

## Церковь Рождества Христова

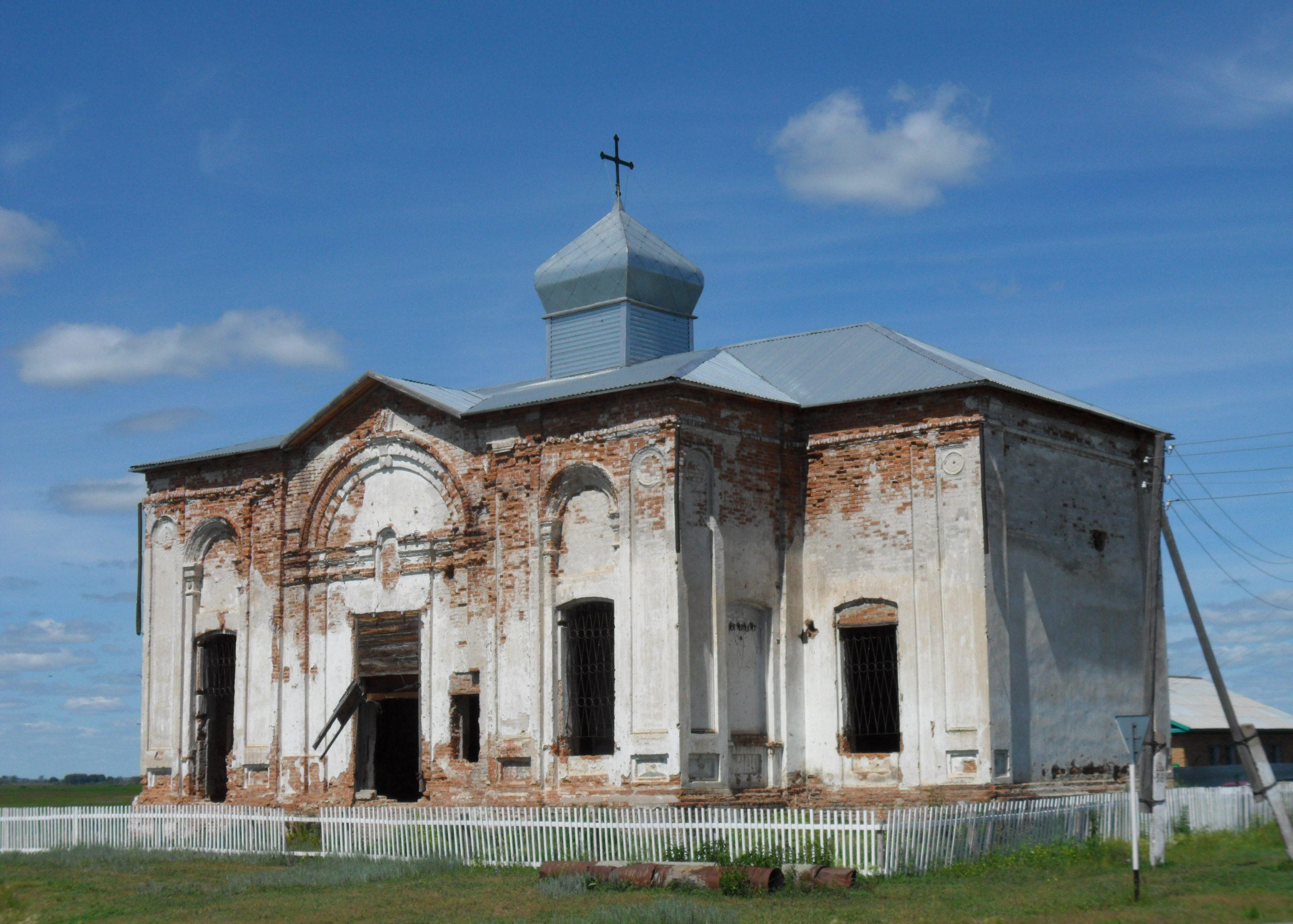
Церковь Рождества Христова

На территории Афонькина расположена церковь Рождества Христова, построенная в стиле классицизма в 1880 году.
Большое расстояние от Афонькина до храма в Ильинке, и особенно невозможность добраться до него во время разливов реки Ишим весной, заставила жителей принять решение о строительстве храма в своём селе. После сбора прихожанами средств к 1869 году Тобольской духовной консисторией был утверждён проект храма. Строительство началось в 1870 году при участии назначенного на приход выпускника Тобольской Духовной семинарии священника Иакова Карпова. Были построены печи для обжига кирпичей, доставлен бутовый камень для фундамента, заключен договор с артелью. Подряд на строительство выполнил Стефан Волков, крестьянин села Гогина Гороховецкого уезда Владимирской губернии. Строительство окончилось в 1880 году. В этом же году церковь была освящена, через 5 лет при ней открылась церковно-приходская школа.
В 1937 году с колокольни церкви были сброшены колокола. Здание церкви стали использовать под склад зерна, затем в нём оборудовали хлебопекарню. В послевоенное время снесли колокольню, разрушили крышу, двери, окна, отбили штукатурку. Иконостасы и утварь церкви утрачены.
В 2003 году церковь была закрыта крышей, рядом с церковью поставлен крест. Общине было выделено помещение для совершения богослужений в здании рядом с церковью. Назначена староста — Винярских Нина Васильевна. В настоящее время в церкви совершаются молебны на Рождество Христово и Пасху священником из села Казанское.
Территория села Афонькино входит в Ишимское благочиние Тобольско-Тюменской епархии.

## Памятник природы Ишимские бугры — Афонькинский

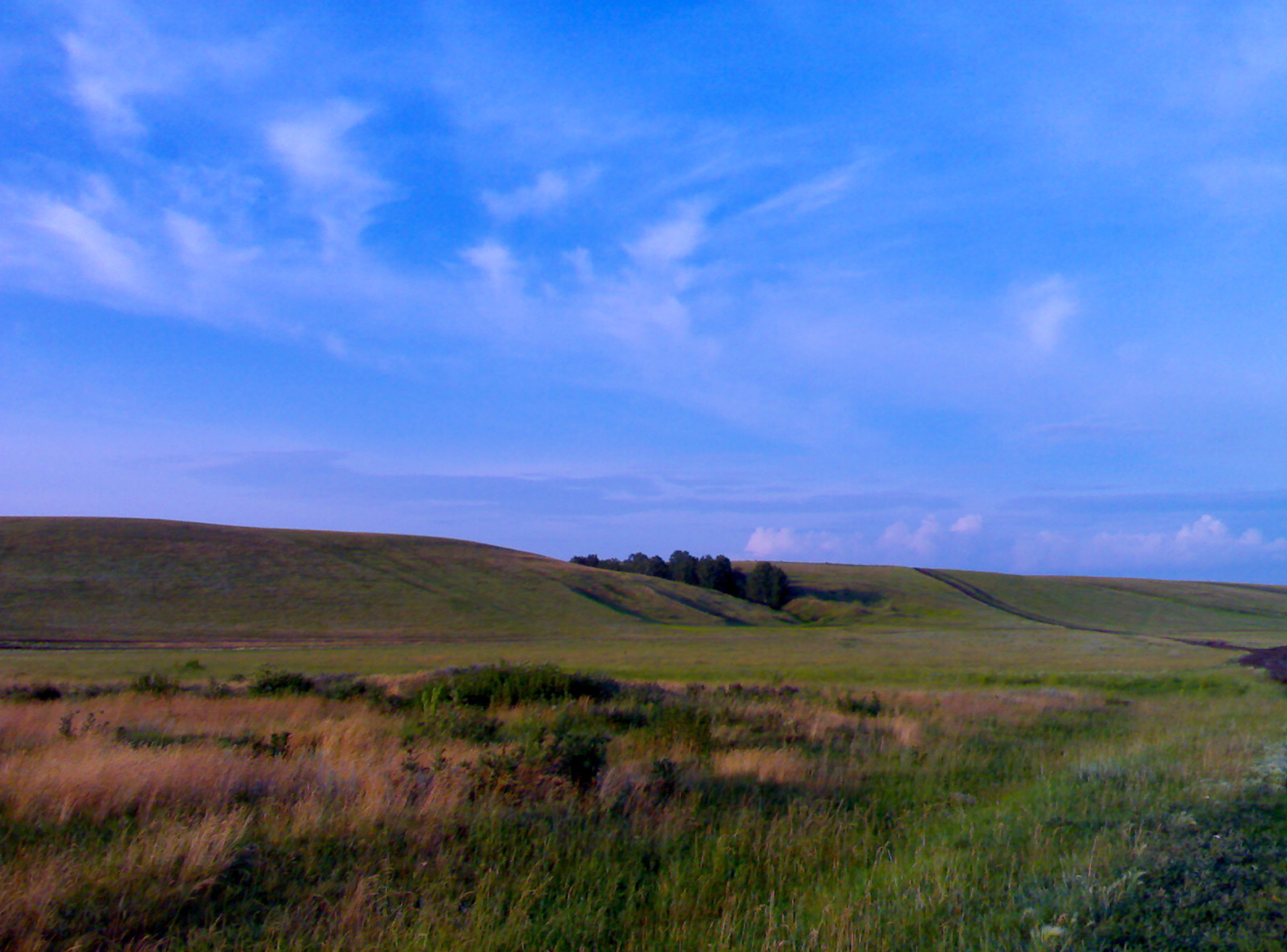
Памятник природы «Ишимские бугры — Афонькинский»

Комплексный памятник природы регионального значения «Ишимские бугры — Афонькинский» учреждён в 2005 году постановлением Администрации Тюменской области с целью сохранения природных комплексов и объектов, в том числе ландшафта, кустарниковой и травянистой растительности, редких и исчезающих видов растений и животных.
Памятник природы «Ишимские бугры» находится под охраной департамента недропользования и экологии Тюменской области, площадь его составляет около 80 га.
«Ишимские бугры» являются правобережной частью долины реки Ишим в лесостепной зоне Тюменской области, где по склонам надпойменных террас сохранились участки ковыльных степей и представлен ряд сообществ, включенных в Зелёную книгу Сибири.

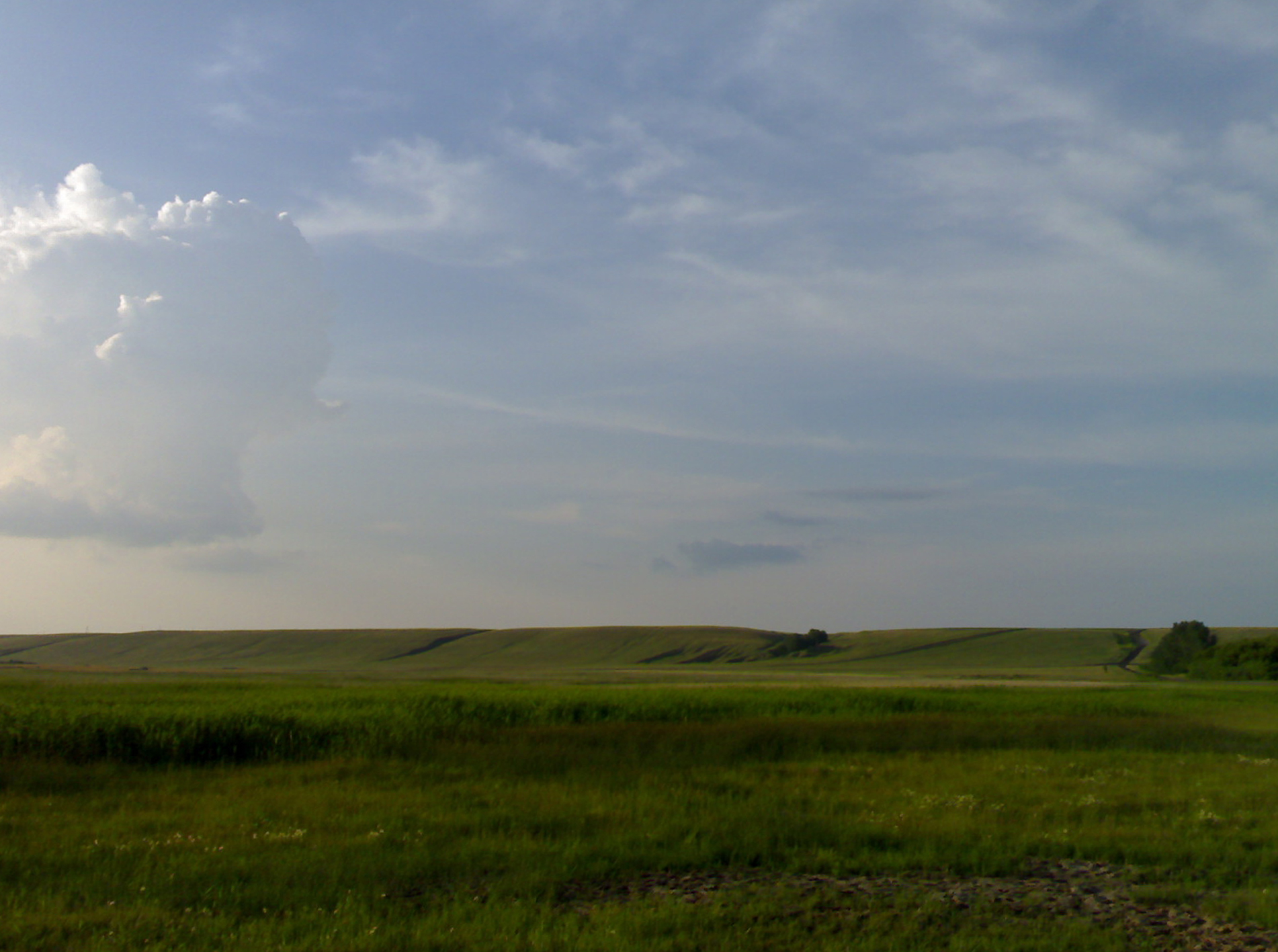
Участок долины реки Ишим перед Ишимскими буграми

Афонькинский участок является одним из трёх наряду с участком «Ласточкино гнездо» (Ишимский район, село Клепиково) и участком «Кучум-гора» (Ишимский район, село Рагозино), где сосредоточено около 60 % всего флористического разнообразия этой территории, отмечено максимальное число редких видов и представлен ряд уникальных фитоценозов.
Степная растительность склонов на участке «Афонькинский» представлена вариантами залесскоковыльных, коржинскоковыльных и ковыльно-типчаковых луговых степей с различной степенью участия элементов разнотравья и развития кустарникового яруса.
Степень общего проективного покрытия достигает 70 — 90 %, видовая насыщенность — 40 — 55 видов на 100 м². Выделяются кустарниковый ярус и травяной ярус.
К редким и исчезающим видам растений относятся: спирея зверобоелистная, кизильник черноплодный, вишня кустарниковая, ковыль Коржинского, ковыль Залесского, ковыль опушеннолистный, жабрица Ледебура, шалфей степной, василёк сибирский, астрагал рогоплодный, морковник обыкновенный, скабиоза исетская (встречающаяся в области только в Казанском районе), серпуха чертополоховая, тимьян Маршалла и другие виды.

## Заказник Афонский
К северо-востоку от села Афонькино находится зоологический заказник «Афонский», созданный в 1997 году распоряжением губернатора Тюменской области. Целью создания заказника является сохранение природных комплексов и объектов (ландшафта, древесной, кустарниковой и травянистой растительности), сохранение, воспроизводство, восстановление и проведение учёта численности животных, в том числе редких и находящихся под угрозой исчезновения видов, обитающих на территории заказника в состоянии естественной свободы. Охрана редких и исчезающих видов растений, в том числе лекарственных, а также среды их произрастания. Площадь заказника составляет 17215 га.
Основные виды охраняемых животных заказника: лось, косуля, кабан, куница, барсук, хорь, глухарь, белая и серая куропатки, тетерев, ондатра, лисица, водоплавающие птицы всех видов и др.

## Известные люди, имена которых связаны с селом
- Колесников Александр Дмитриевич — краевед, доктор исторических наук, профессор.
- Ольков Николай Максимович — писатель, член Союзов журналистов и Союза писателей России.

## Афонькино и окрестности

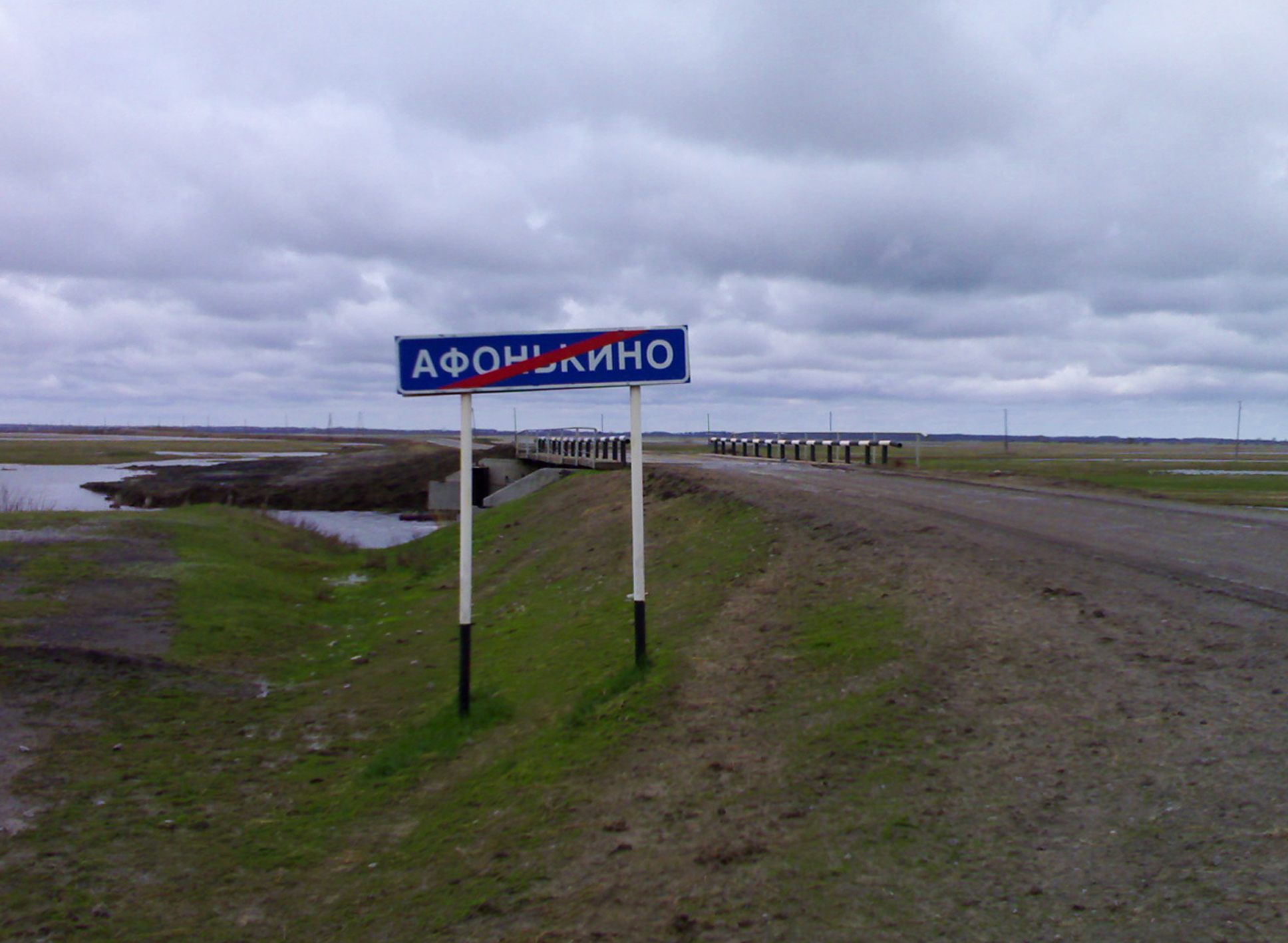
Мост на въезде в Афонькино
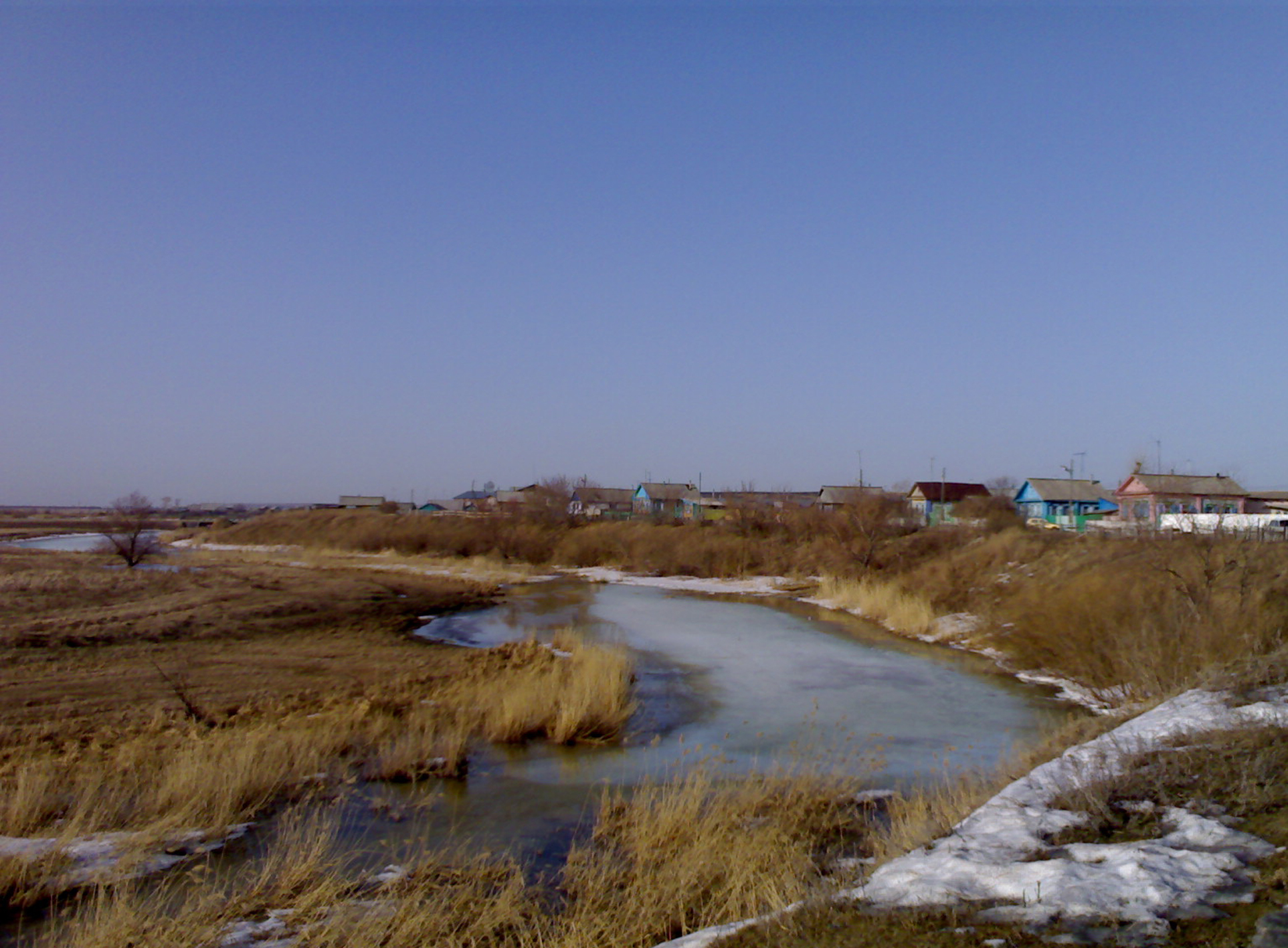
Озеро рядом с ул. Береговой
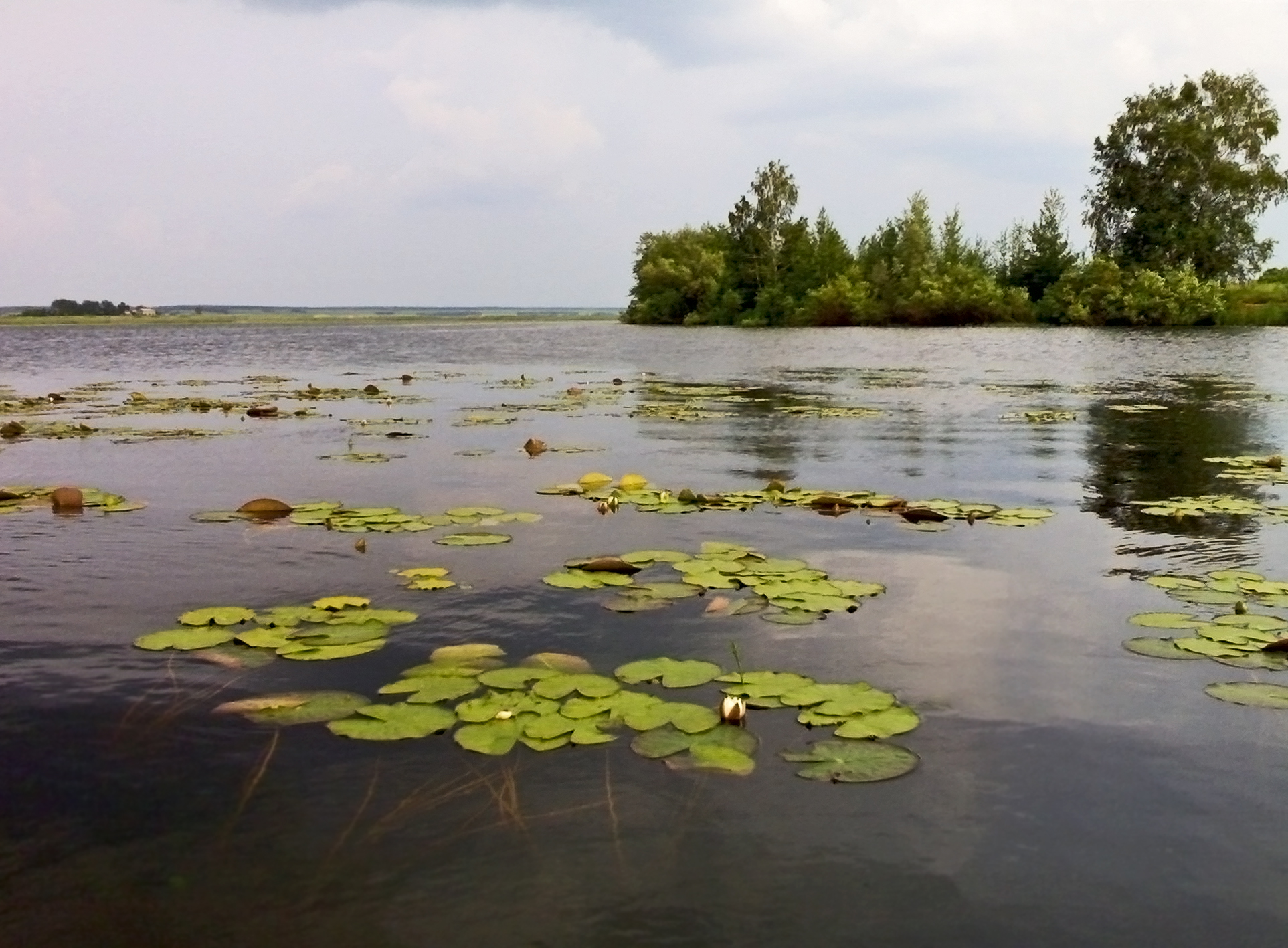
Озеро Афонькино
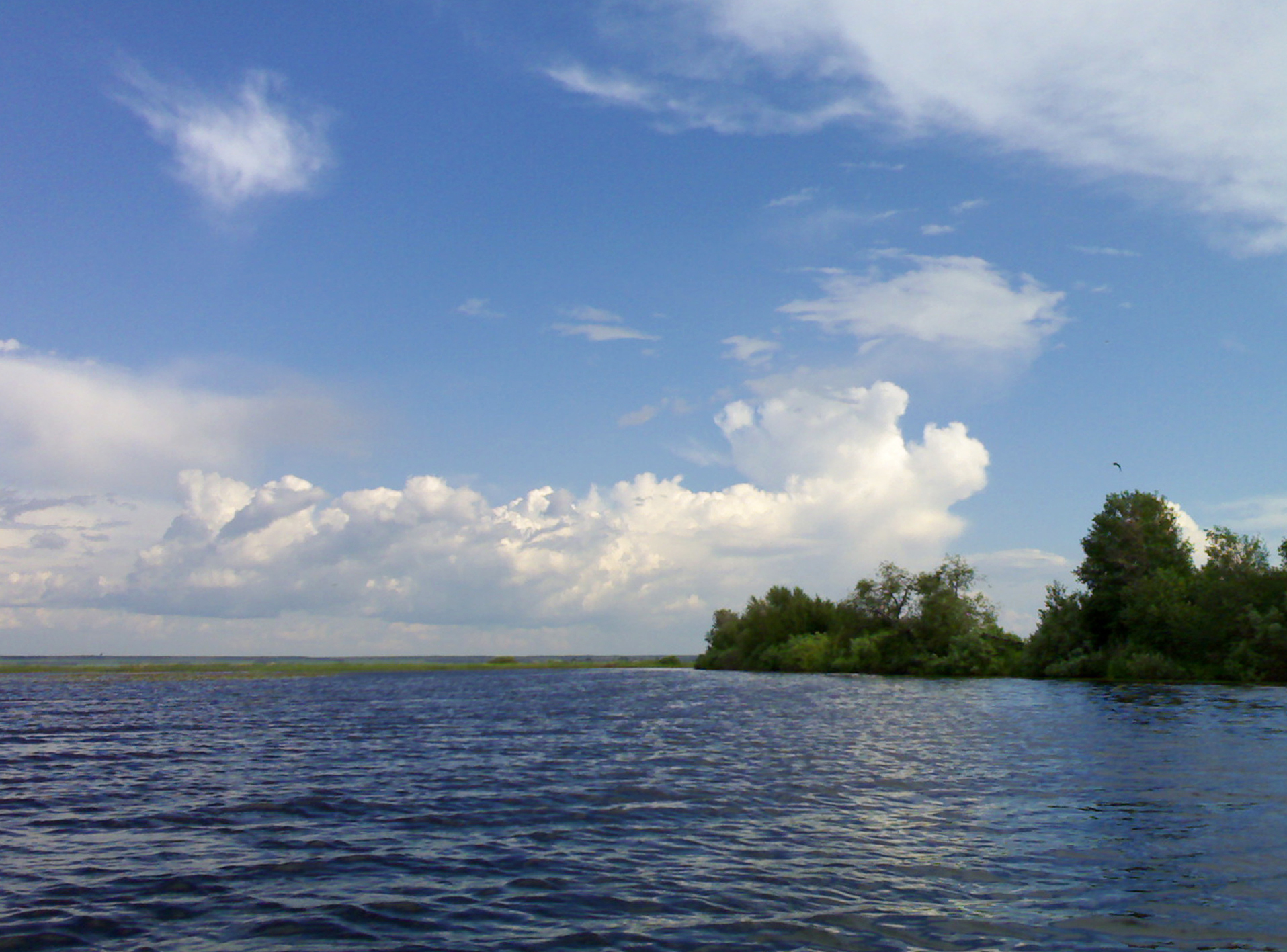
Озеро Афонькино
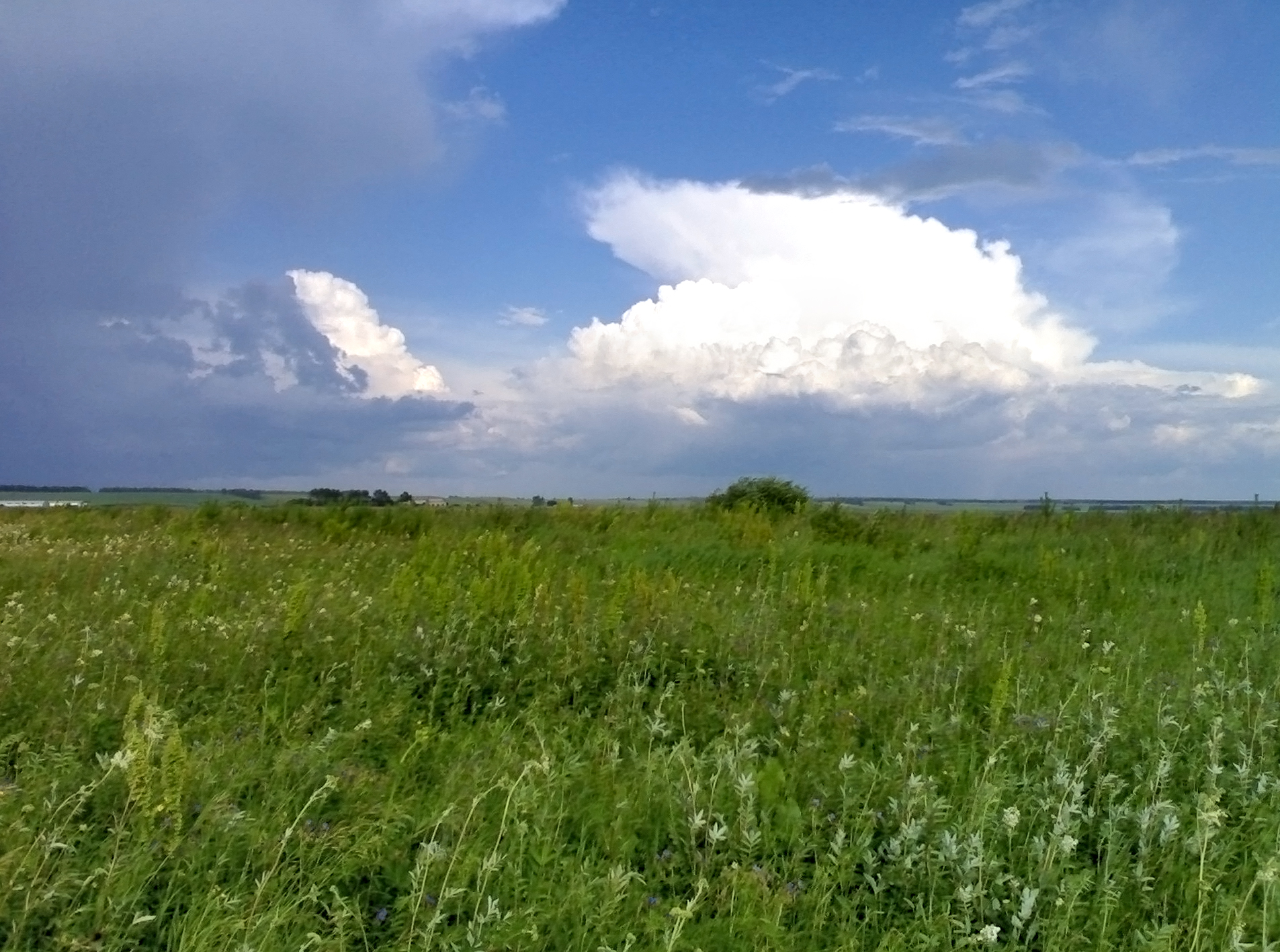
Луга по берегам озера Афонькино